# نورت دام ديس أنجس (كيبك)
نورت دام ديس أنجس (بالإنجليزية: Notre-Dame-des-Anges, Quebec)‏ هي بلدة وبلدية محلية في كيبيك تقع في كندا في كيبك. يقدر عدد سكانها بـ 394 نسمة ومساحتها 0.00 كم2 .